# 十金刚心
十金刚心，佛教术语，是指菩萨十种坚固愿心，因为其坚固如金刚，故为其名。

## 解释
《华严经》把十金刚心分为十种：
1. 觉了法性；
2. 化度众生；
3. 庄严世界；
4. 回向善根；
5. 事奉大师；
6. 实证诸法；
7. 广行忍辱；
8. 长时修行；
9. 自行满足；
10. 满足他愿

此外，十金刚心也指菩萨所修行之十种心，为《梵网经》所说的三十心的最后十心。其中包括：(一)信心，(二)念心， (三)回向心，(四)达心， (五)直心，(六)不退心，(七)大乘心，(八)无相心，(九)慧心，(十)不坏心。